# Tibeszti
A Tibeszti-hegység egy inaktív vulkánokból álló hegység a Szahara központi részén, Csád Bourkou-Ennedi-Tibeszti Régiójában. Északi nyúlványai átérnek Líbiába.
A Csád északi részén egészen a Líbiával vitatott határterületig húzódó hegyvidék mintegy 100 000 km²-en terül el. (Kicsit nagyobb Magyarországnál.) A Szaharából kiemelkedő hegység vastag vulkáni képződményekkel takart, őskori kristályos talapzat felboltozódásával keletkezett. A Tibeszti vulkanizmusa a kontinentális forró pontok jellegzetes példája. Itt találjuk a Szahara legmagasabb csúcsait, melyek közül jó néhány meghaladja a 3000 méteres magasságot. Az Emi Koussi (3415 m, kiejtve: emi-kuszi) – egyben Csád legmagasabb pontja – egy 14 km átmérőjű és kb. 1300 méter mély robbanásos kaldera szélén áll. További magas hegycsúcsok: Kegueur Terbi (3376 m), Tarso Taro (3325 m), a potenciálisan aktív Pic Tousside (3265 m) vulkán és a Soborom (3100 m). A hegyvidéken valamivel nedvesebb az éghajlat, mint a környező száraz sivatagban. Éves csapadékmennyisége 10–60 mm, de a legtöbb helyen kevesebb mint 20 mm/év.
A hegységben többfelé (Mathendous, Zouar) ősi sziklarajzok találhatók, melyek főleg az i. e. 5. - 3. évezredből származnak. A sziklafestmények és rajzok azt tanúsítják, hogy valamikor itt, az afrikai szavannákra jellemző antilopok, zsiráfok, elefántok és más állatok éltek. A hegység lábánál levő üledékben pedig krokodilok maradványait fedezték fel. A Tibeszti néhány nagy folyója elég bővizű volt ahhoz. hogy elérje a Nílust vagy a Nigert, míg mások a mai Szahara távoli medencéibe folytak.
A terület régóta otthont ad a tubu népnek, mely már az i. e. 5. században kereskedelmi kapcsolatban állt Karthágóval.
A térség legnagyobb települése Bardai, egy kis oázisváros 1500 lakossal.

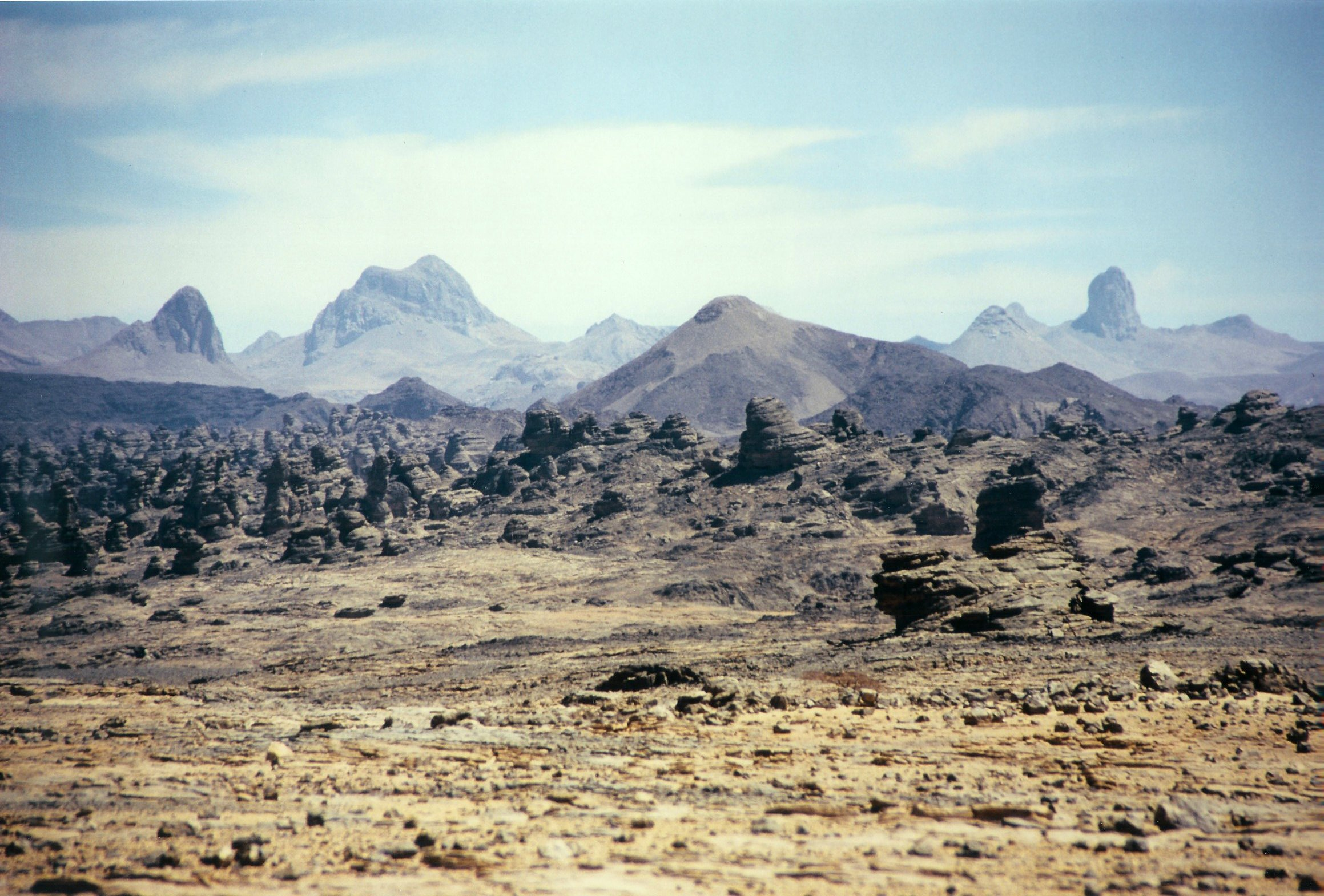
A hegység Bardai-tól keletre
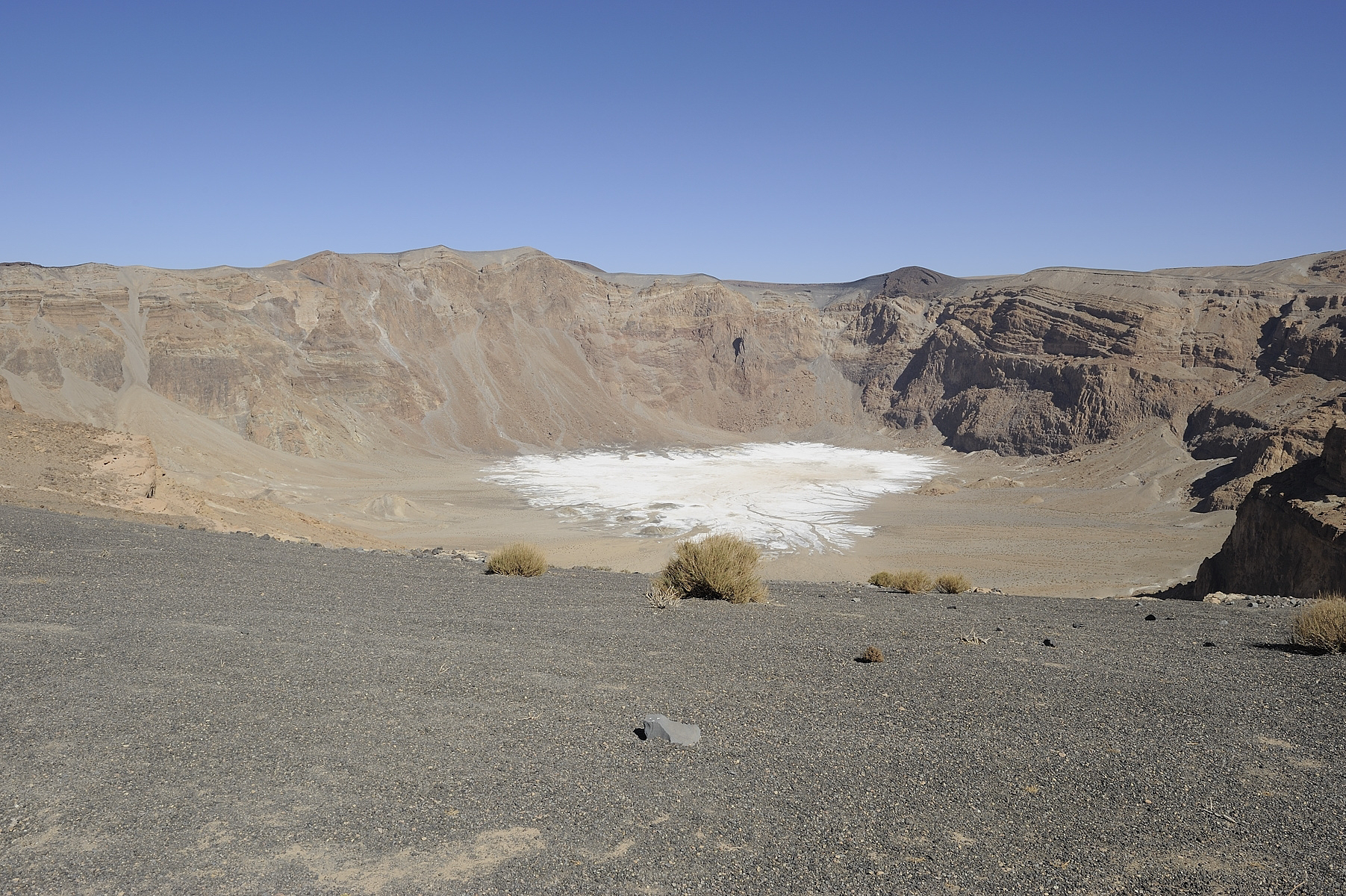
Az Emi Koussi krátere
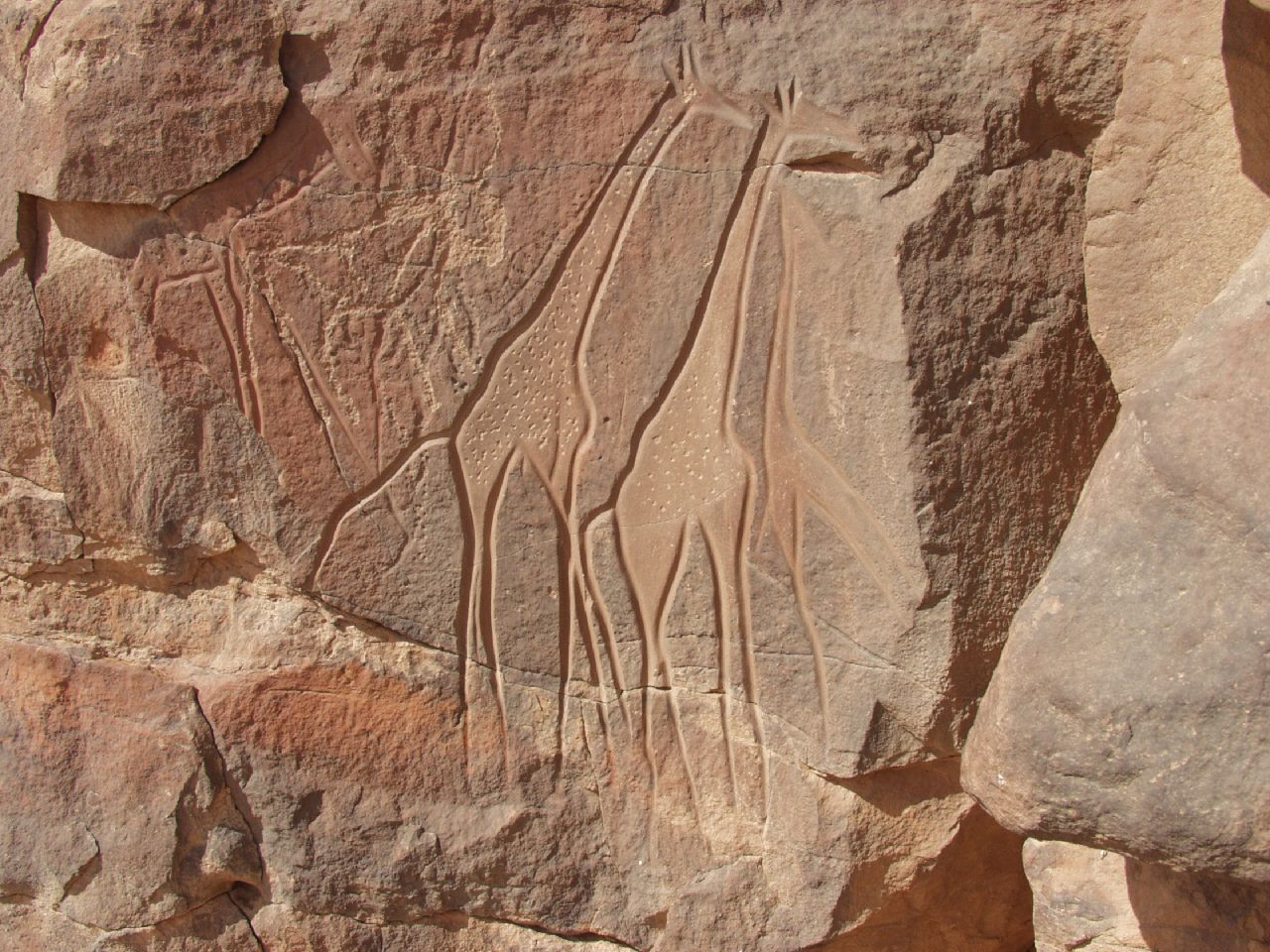
Ősi sziklarajzok a hegység líbiai részén